# Rajadamnern Stadium
El Estadio de Boxeo de Rajadamnern (en tailandés: สนามมวยราชดำเนิน) es un recinto cubierto ubicado en la ciudad de Bangkok, la capital del país asiático de Tailandia. Junto con el estadio Lumpinee, el Rajadamnern es uno de los dos estadios principales para el moderno Muay tailandés. El estadio tiene su propio sistema de clasificación y de títulos del peso mediano (160 libras). Las competencias de Muay Thai se celebran cada lunes, miércoles, jueves y domingos. Las peleas suelen comenzar alrededor de las 18:30 (6:30 p. m.) Los precios varían desde 500 (tercera clase) a 2000 (del lado del anillo) Bahts.